# Microporellus setigerus
Microporellus setigerus är en svampart som beskrevs av Corner 1987. Microporellus setigerus ingår i släktet Microporellus och familjen Polyporaceae.   Inga underarter finns listade i Catalogue of Life.